# هرکول انتقام‌جو
هرکول انتقام‌جو (ایتالیایی: La sfida dei giganti) یک فیلم ماجراجویی ایتالیایی محصول سال ۱۹۶۵ به کارگردانی مائوریتسیو لوچیدی است. این فیلم از تدوین مجدد دو فیلم رج پارک در نقش هرکول، «هرکول فاتح آتلانتیس» و «هرکول در جهان خالی از سکنه» که هر دو محصول سال ۱۹۶۱ ساخته شده‌ است.